# Talk talk talk
talk talk talk war eine von August 1999 bis August 2000 von Jessica Stockmann und von 2001 bis 2011 von Sonya Kraus moderierte Clipshow des Fernsehsenders ProSieben. Dazu kamen eine spätabendliche Sondersendung talk talk talk – Die Late Show und talk talk talk – Fun, eine Ausgabe mit Videoclips aus dem Internet.
talk talk talk – Fun wurde am 15. Juli 2006 um 21:15 Uhr erstausgestrahlt.
Die Erstausstrahlung lief am 28. August 1999. In der Sendung wurden skurrile Ausschnitte aus Talkshows der Sender ProSieben, Sat.1 und aus ausländischen Talkshows eingespielt. Die Auftritte sind auf das Wesentliche gekürzt, sie haben also selten die ursprüngliche Länge. Zu sehen waren typischerweise zwischenmenschliche Konflikte wie Beziehungsstreitigkeiten, Menschen mit außergewöhnlichem Äußeren (z. B. ausgefallener Körperschmuck, Übergewicht) oder besonderen Meinungen und Weltanschauungen.
Neben Talkshow-Ausschnitten wurden auch Ausschnitte aus deutschen Gerichtsshows und Pseudo-Reality-Shows gezeigt, daneben existierten diverse Rubriken, zum Beispiel zu Anna Nicole Smith, der Sendung Dr. Verena Breitenbach oder US-amerikanischen Talkshows. Ausschnitte aus US-Talkshows wurden entweder mit einem deutschen Untertitel versehen oder mit deutschsprachigen Stimmen unterlegt, die in teilweise überspitztem Ton die Originaldialoge wiedergaben, wobei es sich aber selten um eine wortgetreue Übersetzung handelte.
Ein weiteres wiederkehrendes Element, mit dem die Originalausschnitte humoristisch verfremdet wurden, waren Geräusch- und Bildeinblendungen (Hupgeräusche, Denkblasen usw.).
Die Sendung wurde von ProSieben im April 2011 wegen sinkender Zuschauerzahlen eingestellt.